# 화법
화법(話法)은 말할 때의 법칙으로 상대의 말에 경청, 공감해주는 것, 자신에 대한 겸손까지 포함하는 것이다. 화법에 따르면 화자의 올바른 말하기 방식은 정확한 핵심과 결론을 먼저 얘기하는 두괄식을 기본으로 해야한다.